# 徳島県道196号浅川港線
徳島県道196号浅川港線（とくしまけんどう196ごう あさかわこうせん）は、徳島県海部郡海陽町を通る一般県道である。

## 概要
全体的に2車線の道で、沿線は民家があり、港まで続いている。

### 路線データ
- 起点：海部郡海陽町浅川大田（浅川港）
- 終点：海部郡海陽町浅川大田（国道55号交点）
- 距離：1.084 km[1]

## 歴史
- 1970年（昭和45年）9月25日 - 認定。

## 地理

### 通過する自治体
- 徳島県
  - 海部郡海陽町

### 交差する道路
| 交差する道路 | 交差する場所 | 交差する場所 |
| ------------ | ------------ | ------------ |
| 国道55号     | 浅川大田     | 終点         |

### 沿線
- 浅川港
- 海陽町役場浅川出張所